# Wyspa Świętego Jana
Wyspa Świętego Jana (bułg. остров Cв. Иван, Sweti Iwan) – wyspa położona na Morzu Czarnym w odległości 1 km od wybrzeża Bułgarii, w rejonie miasta Sozopol. Towarzyszy jej znacznie mniejsza wyspa Świętego Piotra, zwana również wyspą ptaków. W czasach starożytnych pomiędzy wyspami a brzegiem znajdowały się dwie inne wyspy: Milos i Gata. Obecnie są one pod wodą.
Wyspa Świętego Jana jest zamieszkana przez liczne gatunki zwierząt. Cały jej obszar zajmuje obecnie rezerwat przyrody. Można tu znaleźć siedliska ok. 72 gatunków ptaków. Wśród nich 3 gatunków znajdujących się na liście gatunków zagrożonych wyginięciem na świecie, a 15 gatunków zagrożonych wyginięciem w Europie. Na wyspie występują również inne rzadkie gatunki zwierząt, np. mniszka śródziemnomorska z rodziny fokowatych.

## Budowle
W 1884 roku Francuzi zbudowali tu latarnię morską, która ułatwiała żeglugę do zatoki Burgas. Obok znajdują się pozostałości starożytnej, rzymskiej latarni, zbudowanej w II wieku. Na wyspie można zobaczyć ruiny zbudowanego w X wieku klasztoru św. Iwana (św. Jana). Od 1985 prowadzono na wyspie badania archeologiczne. W 2010 roku podczas prac w zrujnowanym klasztorze odnaleziono zamurowany w ołtarzu relikwiarz ze szczątkami św. Jana Chrzciciela. Obecnie na wyspie oprócz ruin klasztoru św. Iwana znaleźć można pozostałości klasztoru św. Bogurodica Kaleosa (trzynawowa bazylika z X w.), cerkwi, rezydencji królewskiej, biblioteki, fragmenty fortyfikacji z bramą i kilka cel mnichów.

### Klasztor irelikwieśw. Jana Chrzciciela
Klasztor świętego Jana Chrzciciela powstał w X wieku. Fakt, że był on pod specjalną jurysdykcją patriarchy Konstantynopola, daje pewność archeologom, że w znalezionym relikwiarzu, pochodzącym z końca IV wieku, są właśnie relikwie św. Jana Chrzciciela. Jeden z napisów na relikwiarzu brzmi Św. Jan. Jest jeszcze drugi napis z prośbą do Boga, by miał w opiece człowieka o imieniu Toma. Według archeologów jest to imię osoby, która przywiozła relikwie z Konstantynopola na wyspę. Część relikwii – głowa i ręka świętego – według tradycji znajduje się w Stambule (dawnym Konstantynopolu), stąd archeologów nie dziwi, że ich fragment został przekazany klasztorowi, prawdopodobnie w XI wieku – mówi prof. Popkonstantinow. Zbudowano wtedy cerkiew noszącą imię świętego. Relikwiarz, opieczętowany czerwonym woskiem, był zamurowany w ołtarzu. Do chwili jego otwarcia, dokonanego w obecności licznych ekspertów i duchownych w Muzeum Historycznym miasta Sozopol, pieczęć była nienaruszona. W relikwiarzu znajdują się część kości twarzy, palca oraz ząb świętego. Relikwie przekazano patriarchatowi Bułgarskiej Cerkwi Prawosławnej, który ma podjąć decyzję o nowym miejscu ich wystawienia.

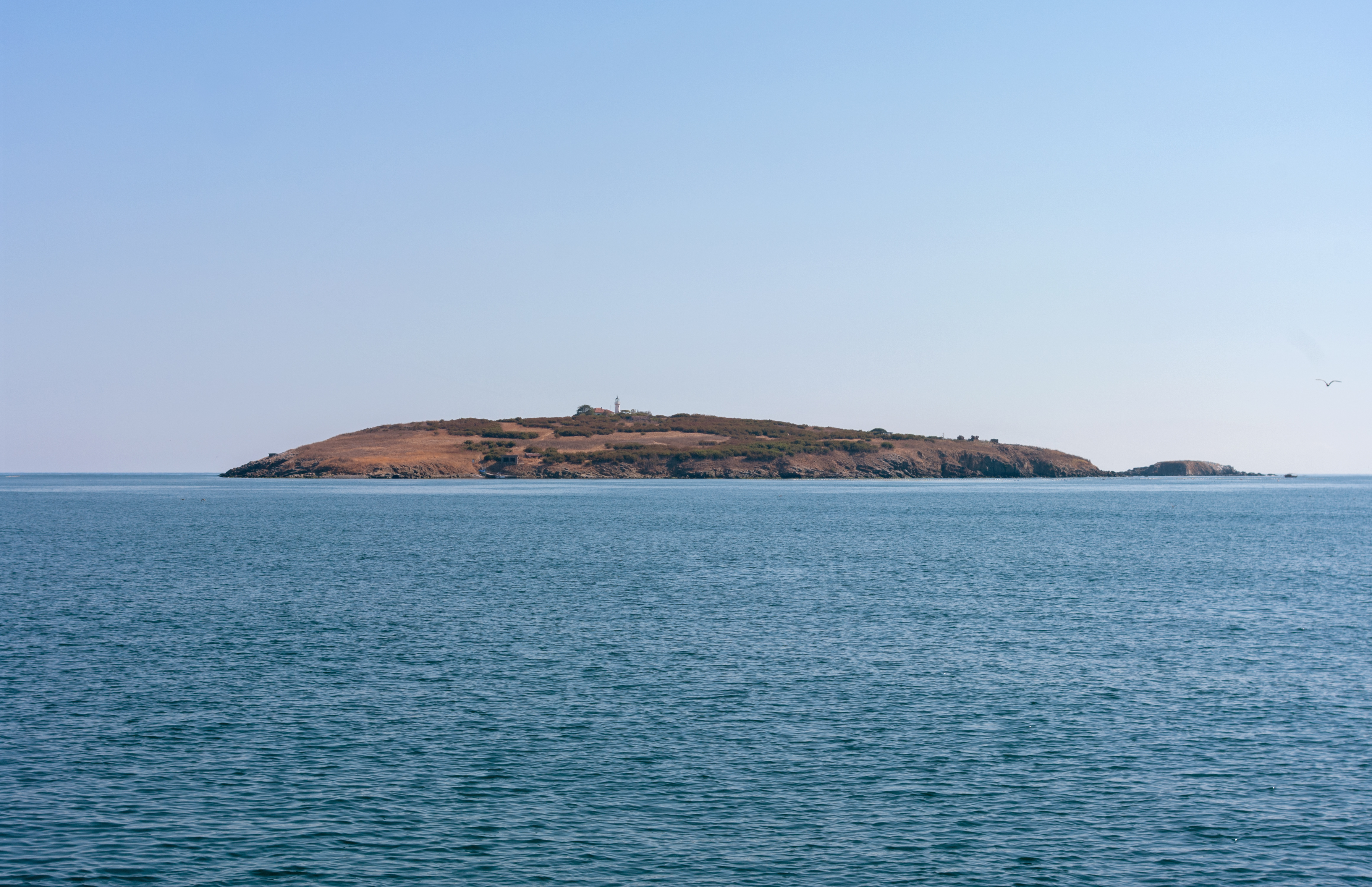
Wyspa św. Jana i wyspa św. Piotra (z prawej)